# Eugenia bimarginata
Eugenia bimarginata é um gênero de plantas com flores, que foi descrito pela primeira vez por DC. Eugenia bimarginata pertence ao gênero Eugenia e à família Myrtaceae. É encontrado nos seguintes países:
- Bolívia
  - Santa Cruz de la Sierra
- nordeste, centro-oeste, sudeste e sul do Brasil
  - Bahia
  - Mato Grosso
  - Goiás
  - Mato Grosso do Sul
  - Minas Gerais
  - São Paulo
  - Paraná
- Paraguai